# A O Wallenbergs professur i nationalekonomi

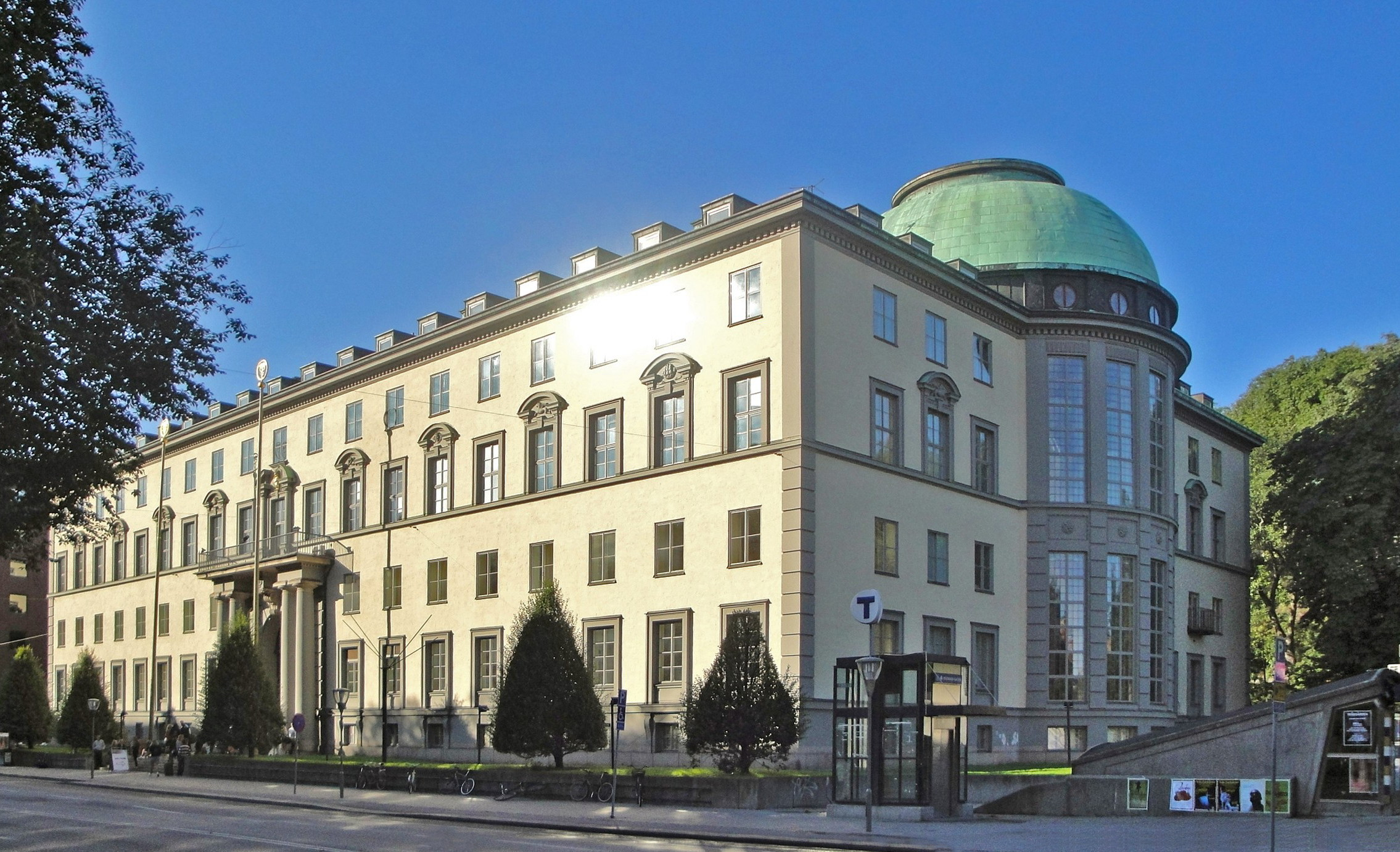
A O Wallenbergs professur i nationalekonomi och bankvetenskap är en donationsprofessur vid Handelshögskolan i Stockholm

A O Wallenbergs professur i nationalekonomi och bankvetenskap är en donationsprofessur i nationalekonomi vid Handelshögskolan i Stockholm. Professuren inrättades år 1917 genom en donation från Knut och Alice Wallenbergs stiftelse, under ledning av Knut Agathon Wallenberg, samma år som stiftelsen grundades. I Knut och Alice Wallenbergs stiftelses stadgar står inskrivet att stiftelsen avsevärt ska bidra till den privata Handelshögskolan i Stockholms finansiering. 
A O Wallenbergs professur i nationalekonomi och bankvetenskap är en av Handelshögskolan i Stockholms äldsta donationsprofessurer. Professuren är namngiven efter André Oscar Wallenberg (1816-1886), som 1856 grundade Stockholms Enskilda Bank, en av föregångarna till dagens SEB. 
Nuvarande innehavare  av professuren är professor Jörgen W Weibull vid Handelshögskolan i Stockholm.

## Innehavare

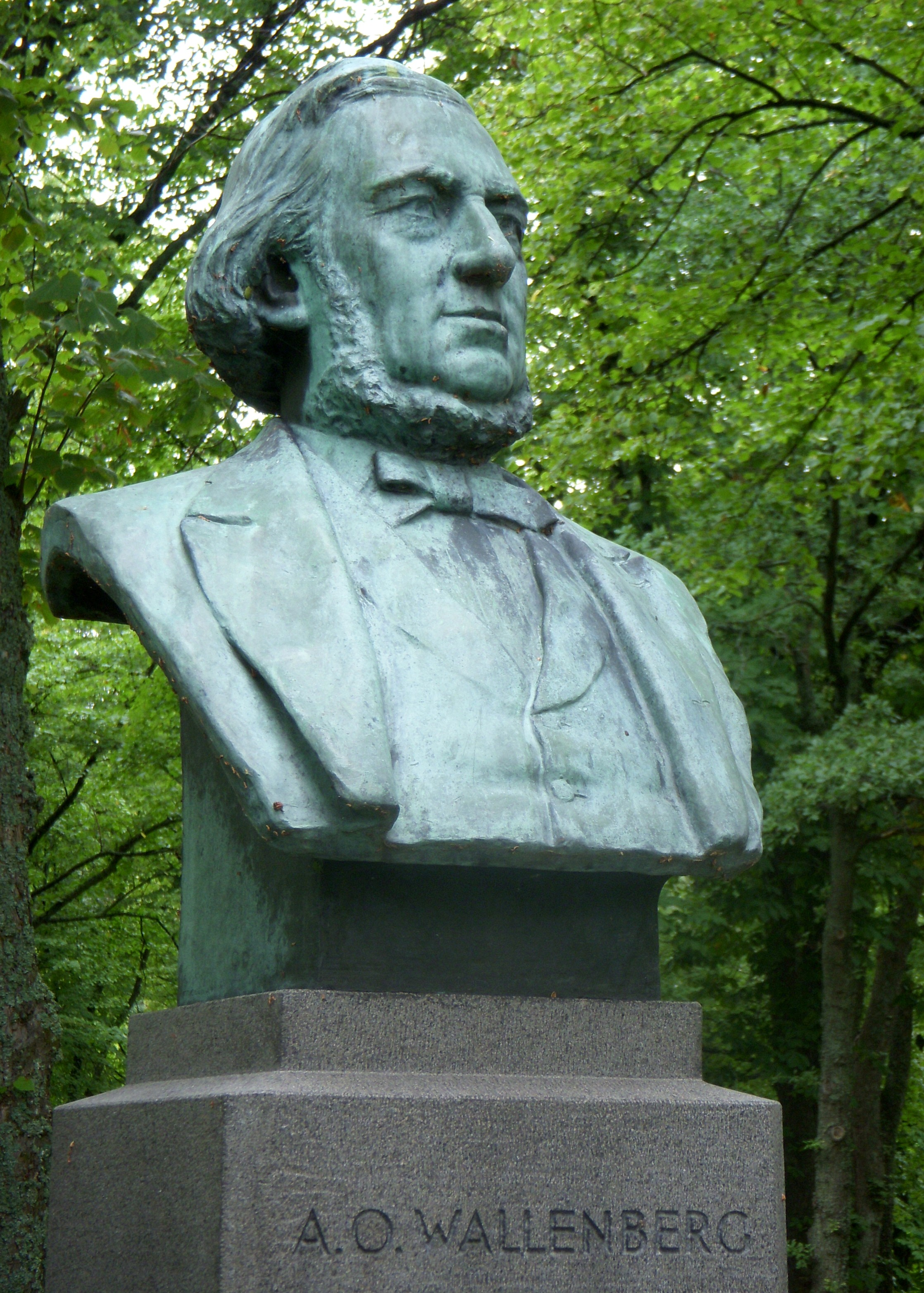
A O Wallenbergs professur i nationalekonomi är Handelshögskolan i Stockholms äldsta donationsprofessur och namngiven efter André Oscar Wallenberg (1816-1886)

1. Sven Brisman 1917-1946
2. Torsten Gårdlund 1947-1963
3. Assar Lindbeck 1964-1971
4. Karl Gustav Jungenfelt 1972-1996
5. Jörgen W Weibull 1995-